# مولودژنی (استان قراغندی)
مولودژنی (انگلیسی: Molodezhny) یک شهرک در استان قراغندی کشور قزاقستان است.